# Erblichia integrifolia
Erblichia integrifolia là một loài thực vật có hoa trong họ Lạc tiên. Loài này được (Claverie) Arbo mô tả khoa học đầu tiên năm 1979.